# Scrophularia herminii
Scrophularia herminii é uma espécie de planta com flor pertencente à família Scrophulariaceae. 
A autoridade científica da espécie é Hoffmanns. & Link, tendo sido publicada em Fl. Portug. 1: 266, pl. 53 (1813).

## Portugal
Trata-se de uma espécie presente no território português, nomeadamente em Portugal Continental.
Em termos de naturalidade é endémica da Península Ibérica.

## Protecção
Encontra-se protegida por legislação portuguesa ou da Comunidade Europeia, nomeadamente pelo Anexo V da Directiva Habitats.